# Batu Kapal
Pour les articles homonymes, voir Batu (homonymie).
Batu Kapal est l'une des plus petites îles de l'archipel des Banda, en Indonésie. Inhabitée, elle est la plus septentrionale de l'archipel, située au nord de l'île de Pulau Pisang.